# 卡尔萨克-阿亚克
卡尔萨克-阿亚克（法語：Carsac-Aillac，法語發音：[kaʁsak ajak]）是法国多尔多涅省的一个市镇，位于该省东南部，属于萨拉拉卡内达区。该市镇于1961年由原市镇卡尔萨克德卡尔吕（Carsac-de-Carlux）和阿亚克（Aillac）合并而成。

## 地理
卡尔萨克-阿亚克（44°50'23"N, 1°16'34"E）面积17.31 平方千米，位于法国新阿基坦大区多爾多涅省，该省份为法国西南部内陆省份，是法國本土面积第三大的省，大致对应佩里戈尔地区，北起顺时针与夏朗德省、上维埃纳省、科雷兹省、洛特省、洛特-加龙省、吉倫特省和滨海夏朗德省接壤。
与卡尔萨克-阿亚克接壤的市镇（或旧市镇、城区）包括：圣樊尚勒帕吕埃勒、萨拉拉卡内达、格罗莱雅克、多姆、佩里戈尔地区卡尔维亚克、维特拉克、韦里尼亚克。

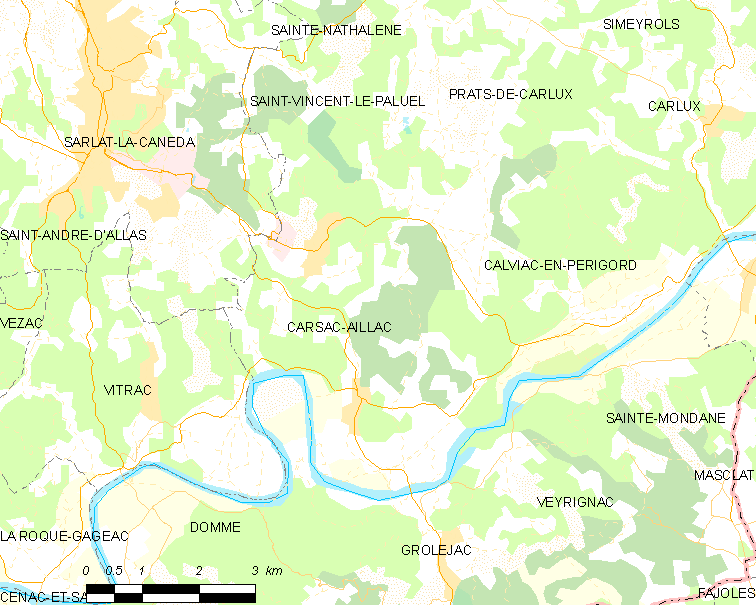
卡尔萨克-阿亚克的OSM定位图

卡尔萨克-阿亚克的时区为UTC+01:00、UTC+02:00（夏令时）。

## 行政
卡尔萨克-阿亚克的邮政编码为24200，INSEE市镇编码为24082。

## 政治
卡尔萨克-阿亚克所属的省级选区为泰拉松-拉维勒迪约县。

## 人口

1962-2008年间卡尔萨克-阿亚克人口变化图示

卡尔萨克-阿亚克于2022年1月1日时的人口数量为1549人。